# Severina Pascu
Severina Pascu (* vor 1970 in Rumänien) ist eine rumänische Managerin. Sie ist seit Februar 2020 stellvertretende CEO und CFO bei Virgin Media. Von September 2018 bis Januar 2020 war sie Geschäftsführerin (CEO) von UPC Schweiz.

## Leben
Pascu studierte von 1987 bis 1991 Pädagogik in Vâlcea und anschließend von 1991 bis 1996 Wirtschaftswissenschaften an der Wirtschaftsakademie Bukarest. Nach ihrem Studium war sie in führenden internationalen Unternehmen tätig, unter anderem bei KPMG und Metromedia Telecommunications in London. 2008 stieg sie als Finanzchefin bei der rumänischen UPC ein, 2010 wurde sie Geschäftsführerin. Zwischen 2015 und Ende 2017 war Pascu als Managing Director für die Ländergesellschaften von UPC in Polen, Ungarn, Rumänien, der Tschechischen Republik, der Slowakei und Luxemburg zuständig.
Im Dezember 2017 stiess sie als Chief Operation Officer Central Europe zur Geschäftsleitung von UPC. Von 1. September 2018 bis Ende Januar 2020 war Pascu CEO der UPC Schweiz, einer Tochtergesellschaft von Liberty Global. Sie war die erste Frau, die an der Spitze einer grossen Schweizer Telekommunikationsfirma steht. Seit Februar 2020 ist sie stellvertretende CEO und CFO bei Virgin Media, der grössten Tochtergesellschaft von Liberty Global.
Pascu hat zwei Kinder.

## Auszeichnungen
Das Wirtschaftsmagazin «Forbes» kürte Pascu zu einer der 50 einflussreichsten Frauen in Rumänien.